# چت آنلاین
گفتگوی اینترنتی، گَپ زدن، چَت کردن یا گپ برخط (به انگلیسی: online chat، آنلاین چت) به گفتگوی یک فرد با فرد یا افراد دیگر در فضای مجازی یا همان اینترنت گویند.

## نرم‌افزار های گپ
برای گپ، نرم‌افزارهای زیادی مانند آی‌آرسی، یاهو! مسنجر، ام‌اس‌ان مسنجر، گوگل تاک، تلگرام، اسکایپ و پیام‌رسان ویندوز لایو وجود دارند. نرم‌افزارهای گپ هم‌اکنون در گوشی همراه نیز افزایش چشم‌گیری داشته‌اند و کاربران ویژه خود را دارند.